# Міський занепад
Міський занепад (також відомий як міська гниль, міська смерть або міська хвороба) — соціологічний процес, у результаті якого місто, що раніше функціонувало, або частина міста приходить у занепад і занепадає. Немає жодного єдиного процесу, який веде до занепаду міст, тому може бути важко охопити його масштаби.

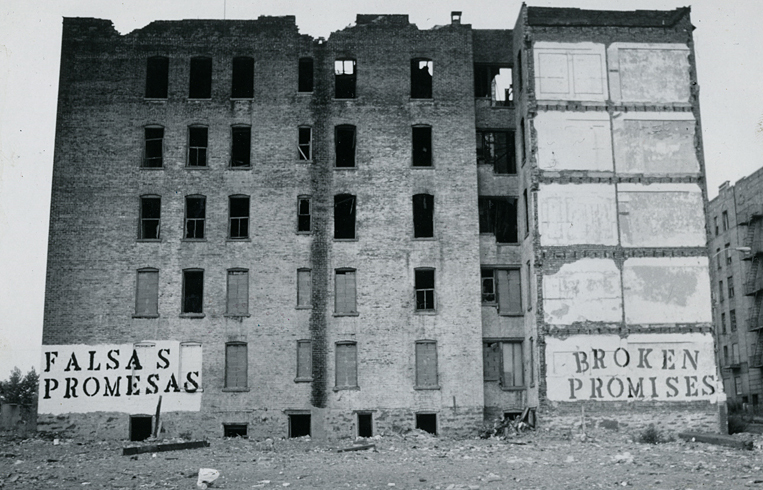
Занепад міст у Сполучених Штатах: президенти Джиммі Картер (5 жовтня 1976 р.) і Рональд Рейган (5 серпня 1980 р.) проводили кампанію перед цією руїною на Шарлотт-стріт у Південному Бронксі, Нью-Йорк

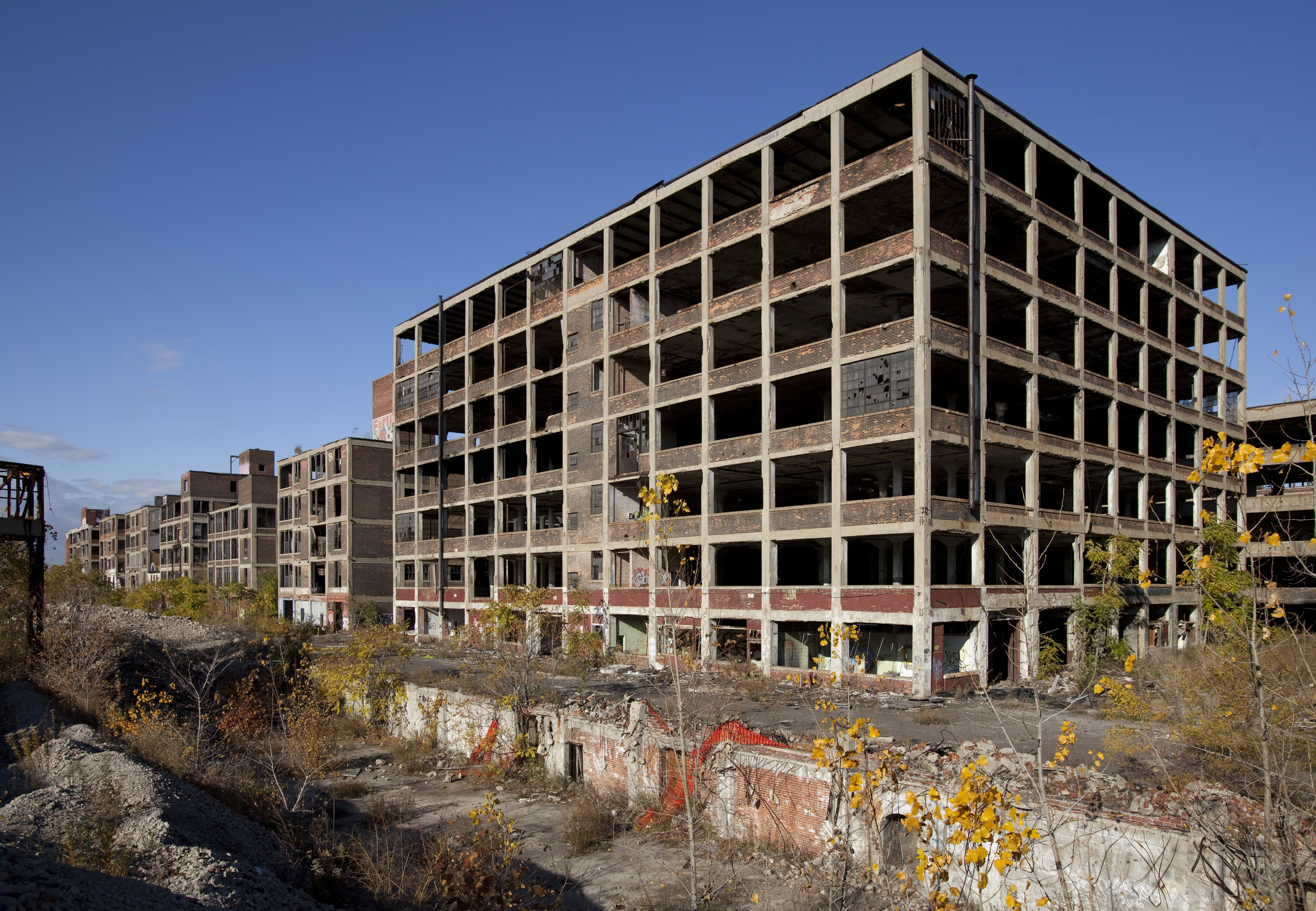
Завод Packard Automotive Plant, закритий з 1958 року. За останні десятиліття Детройт пережив серйозний економічний і демографічний спад

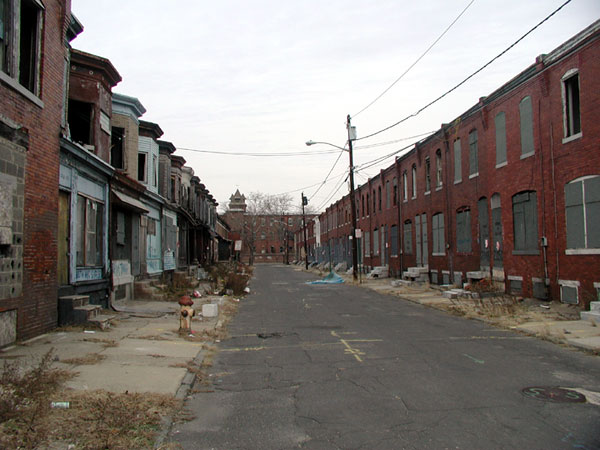
Частина міста Камден, штат Нью-Джерсі, страждає від занепаду міст

Розпад міст може включати такі аспекти:
- Індустріалізація
- Деіндустріалізація
- Джентрифікація
- Депопуляція або перенаселення
- Контрурбанізація
- Реструктуризація економіки
- Покинуті будівлі або інфраструктура
- Високий рівень місцевого безробіття
- Зростання бідності
- Роздроблені сім'ї
- Низький загальний рівень або якість життя
- Політичне безправ'я
- Злочинність (наприклад, діяльність угруповань, корупція та злочини, пов'язані з наркотиками)
- Великі та/або менш регульовані популяції міської дикої природи (наприклад, покинуті домашні тварини, здичавілі та напівдикі тварини)
- Підвищений рівень забруднення (наприклад, забруднення повітря, шумове забруднення, забруднення води та світлове забруднення)
- Безлюдний міський пейзаж, відомий як сірі поля або міські прерії

З 1970-х і 1980-х років занепад міст був явищем, пов'язаним з деякими західними містами, особливо в Північній Америці та деяких частинах Європи. З міст спостерігалися втечі населення в передмістя та приміські міста, часто у вигляді втечі білих. Іншою характеристикою занепаду міст є ураження — візуальні, психологічні та фізичні наслідки життя серед порожніх ділянок, будівель і засуджених будинків.
Занепад міст часто є наслідком взаємопов'язаних соціально-економічних проблем, включаючи рішення містобудівного планування, економічні позбавлення місцевого населення, будівництво автомагістралей і залізничних ліній, які обходять територію або пролягають через неї, депопуляція через субурбанізацію периферійних районів чи земель, червоні лінії околиць нерухомості та імміграційні обмеження.

## Причини
Під час промислової революції багато людей переїхали із сільської місцевості до міст, щоб зайнятися обробною промисловістю, що спричинило бум міського населення. Подальші економічні зміни зробили багато міст економічно вразливими. Такі дослідження, як Urban Task Force (DETR 1999), Urban White Paper (DETR 2000) і дослідження шотландських міст (2003) висувають гіпотезу про райони, які страждають від промислового спаду, високого рівня безробіття, бідності та занепаду фізичного середовища (іноді включно з забрудненою землею та застарілою інфраструктурою) — виявилася «дуже стійкою до покращення».

## Країни

### Сполучені Штати

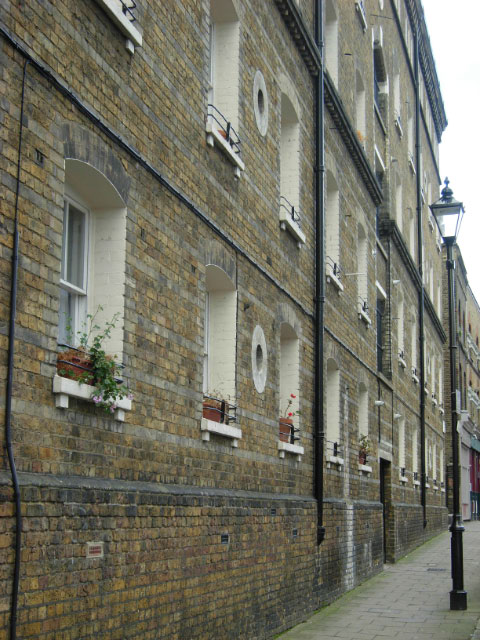
Рання заміна нетрів в Іслінгтоні, побудована Джорджем Пібоді в XIX столітті

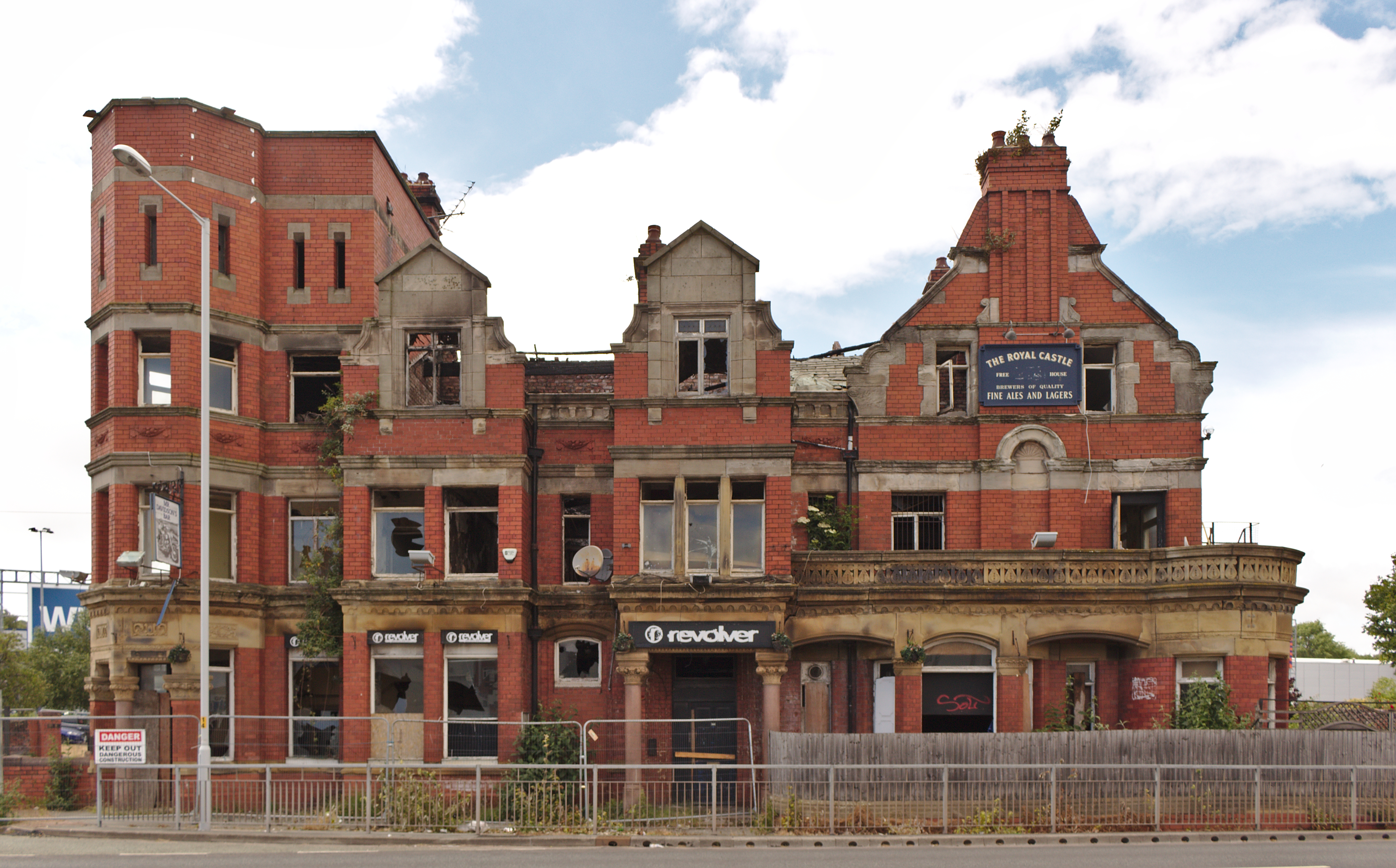
Багато районів, де населення зменшилося з 1970-х років, все ще мають ознаки занепаду міст, як-от ця занедбана будівля в Біркенгеді, Мерсісайд

Історично в Сполучених Штатах білий середній клас поступово залишав міста в передмісті через міграцію афроамериканців на північ до міст після Першої світової війни. Американські міста часто оголошують статус занедбаних, коли визначили, що стратегії оновлення міст є найбільш відповідним засобом заохочення приватних інвестицій для відновлення умов у центрі міста, що погіршуються.
Деякі історики розрізняють першу Велику міграцію (1910—1930), яка нараховувала близько 1,6 мільйона афроамериканських мігрантів, які покинули переважно південні сільські райони, щоб мігрувати до промислових міст на півночі та Середньому Заході, і після затишшя під час Великої депресії та Другого Великого Переселення (1940—1970), під час якої 5 мільйонів або більше афроамериканців переїхали, у тому числі багато до Каліфорнії та різних західних міст.

### Великобританія
Як і багато індустріальних країн до Другої світової війни, Сполучене Королівство здійснило масову розчистку нетрів. Ці зусилля тривали та після війни, однак у багатьох із цих нетрів депопуляція стала звичайною справою, що призвело до занепаду. Велика Британія відрізняється від більшої частини Європи високою загальною щільністю населення, але низькою щільністю міського населення за межами Лондона. У Лондоні багато колишніх нетрів, таких як Іслінгтон, стали «високо цінованими», однак це був виняток із правил, і більша частина півночі Англії залишається знедоленою.